# Creu de Jovells
La Creu de Jovells és una collada a cavall dels termes dels pobles de la Pedra, al municipi de la Coma i la Pedra i de La Corriu, al municipi de Guixers, ambdós a la Vall de Lord (Solsonès).
Està situada a la punta nord de la Serra de Mitges, que tanca per llevant la plana de Pratformiu, a una altitud de 1.546,4 metres. En el mateix lloc i amb el mateix nom hi ha una masia bastant malmesa. Hi ha constància documental d'una masia del segle X (avui desapareguda) que portava aquest nom